# Sergio Bleda Villada
Sergio Bleda Villada (Albacete, 1974) és un autor de còmic valencià, conegut sobretot per les seues historietes de terror, encara que també ha conreat altres gèneres i treballat en il·lustració, publicitat i disseny de producció per a cinema. Les seues obres s'han editat a diversos països d'Europa i Estats Units, mercats als quals dirigeix actualment la seua producció.

## Biografia

### Inicis professionals
Fonamentalment autodidacta, Sergio Bleda va abandonar l'Institut en segon de BUP per dedicar-se de ple al mitjà. Va començar llavors la seua carrera publicant una tira de premsa titulada Los sauros en el setmanari local Crónica entre 1991 i 1995, a més de diverses historietes en Fanzines.
A mitjans dels anys 90, es trasllada a Barcelona, on comparteix pis amb Javier Pulido i comença a col·laborar en la revista eròtica Kiss Comix, a la qual aportaria sèries com La novia y la ladrona (1994), Melrose Pleasure (1996) i Hot Rockets (1988) (amb guió de Rakel), a més de publicar la novel·la gràfica El Hijo de Kim (1994-95) i diversos pin-ups de Superherois Marvel per a Planeta DeAgostini. El seu salt a la popularitat li arribaria, no obstant això, amb la sèrie limitada El baile del vampiro, publicada en 1997 per Planeta dins de la seua línia Laberinto i que li valdria una nominació al Premi a l'Autor Revelació en el Saló del Còmic de Barcelona.
Establert des de 1999 a València, publica el one-shot Inés 1994 per a Planeta i continua produint historietes eròtiques per a les revistes de MegaMultimedia, Sulaco Edicions i Dolmen, al mateix temps que realitza els storyboards de les pel·lícules Son de mar (2001) i No somos nadie (2002).

### El mercat exterior
Des de 2003, dirigeix els seus esforços cap al mercat exterior, davant la impossibilitat de viure de la indústria autòctona, i produeix per primera vegada els seus primers àlbums concebuts com a tals: Duérmete niña aquell mateix any, Bloody Winter en 2004 i la trilogia La Conjura de cada miércoles entre 2005 i 2007, difosos tots a través de l'agència europea SAF. Exerceix també de Comissari en l'exposició col·lectiva "Tebeospain" organitzada per la Biblioteca Valenciana i l'Associació d'Autors de Còmic d'Espanya, organització de la qual va ser soci fundador en 2002 i President des de gener de 2006 a març de 2007.
En 2008, inicia directament per a l'editorial francesa Soleil la trilogia Dolls Killer, amb guions de Nicolas Pona i que constaria finalment de dos àlbums. També il·lustra el llibre infantil 33 abuelas de Luis Cauqui.

## Obra[7][8]
- Los saurios: Evolución. Recopilació autoeditada, 1993.
- La novia y la ladrona. La Cúpula, novembre 1994.
- El hijo de Kim. Plaga, maig 1995.
- Melrose pleasure. La Cúpula, febrer 1996.
- El baile del vampiro. Planeta deAgostini, 1997.
- Hot rockets. La Cúpula, 1998
- Inés 1994. Planeta deAgostini. Octubre 1999.
- The hair of the snake. 10 pàgines i coberta. Sulaco, 2000.
- Duérmete niña. Strip Art Features, 2003. Editat en Espanya per Dolmen en 2003.
- "¡Schtroumpf!, una aventura de Jakob el vampiro", història publicada en la revista Boom! nº1. AECE, 2004. Amb guió d'Alberto López Aroca.
- Bloody winter. Strip Art Features, 2004. Editat en Espanya per Planeta DeAgostini en 2005.
- The Wednesday Conspiracy 1: Sectas y paranoias. Strip art features, 2005.
- The Wednesday Conspiracy 2: Encrucijada. Strip art features, 2006.
- The Wednesday Conspiracy 3: Restless people. Strip art features, 2007.
- Doll's Killer 1. Soleil, 2008. Editat en Espanya per Dolmen, 2011.
- Doll's Killer 2. Soleil, 2009.
- 12 del Doce: Guerrilleros. Diputación de Cádiz, 2010.
- Una tarde de pasión. Dibbuks, 2015. Amb guió de Ricardo Esteban.
- NSA 1: L'Oracle, Casterman, 2015. Guió Thierry Gloris.